# Aporum kentrophyllum
Aporum kentrophyllum é uma espécie de orquídea epífita de hábito pendente e flores pequenas, que habita do leste do Himalaia ao oeste da Malásia.